# Karen Furneaux
Karen Furneaux (ur. 23 grudnia 1976 w Halifaksie) – kanadyjska kajakarka, dwukrotna mistrzyni świata i trzykrotna olimpijka.

## Kariera sportowa
Zdobyła srebrny medal w wyścigu kajaków czwórek (K-4) (w osadzie z Corriną Kennedy, Danicą Rice i Marie-Josée Gibeau-Ouimet) na dystansie 200 metrów oraz zajęła 5. miejsce w wyścigu czwórek na 500 metrów na mistrzostwach świata w 1997 w Dartmouth. Na kolejnych mistrzostwach świata w 1998 w Segedynie zwyciężyła w wyścigu dwójek (K-2) na 200 metrów (w parze z Gibeau-Ouimet), a także zajęła 5. miejsce w konkurencji dwójek na 500 metrów, 4. miejsce w wyścigu czwórek na 500 metrów i 7. miejsce w wyścigu czwórek na 200 metrów.
Zwyciężyła w wyścigach jedynek (K-1) i czwórek na dystansie 500 metrów na igrzyskach panamerykańskich w 1999 w Winnipeg, a na mistrzostwach świata w 1999 w Mediolanie zdobyła srebrny medal w konkurencji dwójek na 500 metrów (razem z Caroline Brunet) i zajęła 5. miejsce w wyścigu czwórek na 200 metrów. Na igrzyskach olimpijskich w 2000 w Sydney zajęła wraz z Brunet 5. miejsce w wyścigu dwójek na 500 metrów.
Zdobyła złoty medal w wyścigu jedynek na 200 metrów, wyprzedzając Elżbietę Urbańczyk z Polski i Szilvię Szabó z Węgier, a także zajęła 4. miejsce w wyścigu dwójek na tym dystansie i 6. miejsce w wyścigu jedynek na 500 metrów na mistrzostwach świata w 2001 w Poznaniu, a na mistrzostwach świata w 2002 w Sewilli zajęła w wyścigach czwórek 4. miejsce na 200 metrów oraz 9. miejsca na 500 metrów i 1000  metrów. Na kolejnych mistrzostwach świata w 2003 w Gainesville zajęła 7. miejsce w konkurencji dwójek na 200 metrów, 9. miejsce w wyścigu dwójek na 500  metrów, a w konkurencji czwórek 4. miejsce na 200 metrów i 6. miejsce na 500 metrów. Zajęła 8. miejsce w wyścigu czwórek na 500 metrów na igrzyskach olimpijskich w 2004 w Atenach.
Zdobyła trzy medale w konkurencji jedynek na mistrzostwach świata w 2005 w Zagrzebiu: srebrny na 500 metrów (przegrywając jedynie z Nicole Reinhardt z Niemiec, a wyprzedzając Erzsébet Viski z Węgier) oraz brązowe na 200  metrów (za Teresą Portelą z Hiszpanii i Szilvią Szabó) i na 1000 metrów (za Katrin Wagner-Augustin z Niemiec i Dalmą Benedek z Węgier). Na kolejnych mistrzostwach świata w 2006 w Segedynie zdobyła brązowy medal w wyścigu jedynek na 200 metrów (za Tímeą Paksy z Węgier i Špelą Ponomarenko ze Słowenii) i zajęła 5. miejsce w wyścigu jedynek na 500 metrów, a na  mistrzostwach świata w 2007 w Duisburgu zajęła 6. miejsce w wyścigu jedynek na 1000 metrów.
Na swych trzecich igrzyskach olimpijskich w 2008 w Pekinie odpadła w półfinałach wyścigów jedynek i czwórek na 500 metrów. Zdobyła brązowy medal w sztafecie jedynek 4 × 200 metrów na mistrzostwach świata w 2009 w Dartmouth (razem z nią w sztafecie płynęły: Kia Byers, Émilie Fournel i Genevieve Orton).